# Lorenza Böttner
Lorenza Böttner (Punta Arenas, 6 de marzo de 1959-Múnich, enero de 1994)fue una artista multidisciplinar transgénero chileno-alemana .

## Biografía

### Inicios
Böttner nació en Chile en el seno de una familia alemana. Cuando tenía ocho años, le tuvieron que amputar los brazos porque se acercó demasiado a una torre eléctrica al intentar alcanzar un nido de pájaros. En 1969 Böttner se trasladó con su familia a Alemania Occidental, donde estudió en una escuela especial para los llamados "niños de Contergan" (niños nacidos con malformaciones congénitas a causa de la talidomida, un fármaco maldito producido en las décadas de 1950 y 1960 bajo el nombre comercial de Contergan).
Frente a las expectativas sociales derivadas de la discapacidad que le diagnosticaron, Böttner adolescente se rebeló y rechazó las prótesis de los brazos y la educación en los entornos de discapacidad. A los 19 años se matriculó en la Escuela Superior de Bellas Artes de Kassel y comenzó a hacer performances públicas.

### Obra artística y Juegos Paralímpicos
Böttner aprendió a pintar con los pies y la boca, al igual que otros artistas sin extremidades que pintaban en la calle para vivir, pero dando un giro transgresor de reivindicación y visibilización. Renegaba de la condescendencia y la lástima que provocaba en la sociedad, llegando a convertir su cuerpo en una extensión de su obra y su leitmotiv. A partir de entonces dejó atrás su nombre original Ernst Lorenz y se convirtió en una artista multidisciplinar que pintaba y utilizaba la fotografía, el dibujo, la pintura y los espectáculos en la calle como un medio para crear un cuerpo político y artístico. En los años 1980, participó con Sandra Aronson en la red británica Disabled Artists Network y defendió la existencia de una genealogía de artistas femeninas que trabajasen con la boca y los pies.
Böttner encarnó a Petra, la mascota de los Juegos Paralímpicos de Barcelona 1992, diseñada por Xavier Mariscal, quien defendía infatigablemente las políticas de integración. Su actuación en las paraolimpiadas causó un gran impacto. Falleció en enero de 1994 producto de complicaciones del sida.

### Legado
Gracias a la madre de Böttner ha sido posible conservar algunos de sus recuerdos y obras de arte. En 2017 se presentó una pequeña selección de sus trabajos en la documenta 14 de Kassel y en noviembre de 2018 se estrenó en La Virreina de Barcelona la exposición Requiem por la norma, dedicada a su obra. Un año más tarde, se celebró otra exposición en el Württembergischer Kunstverein de Stuttgart.

## Exposiciones monográficas
- 2018: La Virreina de Barcelona: Réquiem por la norma.
- 2019: Württembergischer Kunstverein Stuttgart: Requiem für die Norm.
- 2022: Leslie-Lohman Museum of Art de New York: Lorenza Böttner: Requiem for the Norm.